# Cremastosperma
Cremastosperma es un género de plantas fanerógamas con 34 especies perteneciente a la familia de las anonáceas. Son nativas de América meridional.

## Descripción
Son arbustos o árboles con 1, rara vez 2, flores axilares, o a veces caulifloras. Flores medianas, generalmente glabras; pedicelos articulados sobre la base, casi siempre con una pequeña bráctea por encima de la articulación. Sépalos libres, imbricados en la yema, con márgenes, ciliolados delgados. Pétalos mucho más largos que el cáliz, rígidos, imbricados, con bordes delgados. Estambres numerosos, el conectivo expandido por encima de la antera en un disco. Carpelos varios; óvulo 1, que se adjunta cerca del extremo superior del ovario y pendular, o, a veces se encuentra más abajo, incluso cerca de la base y, a continuación erecto. Monocarpo libre.

## Taxonomía
El género fue descrito por Robert Elias Fries y publicado en Acta Horti Bergiani 10: 46. 1931.  La especie tipo es: Cremastosperma pedunculatum (Diels) R.E. Fr.

## Especies
| - Cremastosperma brevipes - Cremastosperma cauliflorum - Cremastosperma gracilipes - Lista completa de especies |